# Karl Heinz Gössel
Karl Heinz Gössel (* 16. Oktober 1932 in Rheinhausen; † 19. Februar 2022) war ein deutscher Rechtswissenschaftler.

## Leben
Karl Heinz Gössel machte zunächst eine Ausbildung zum Industriekaufmann und war kurzzeitig in der Textilindustrie tätig. Das Studium der Rechtswissenschaften absolvierte er an den Universitäten in Köln und München.
Nach den juristischen Staatsprüfungen und der Promotion 1965 war er von 1966 bis 1967 Staatsanwalt im Bayerischen Staatsministerium der Justiz. 1972 folgte seine Habilitation für die Fächer Strafrecht, Strafprozessrecht und Rechtstheorie an der Universität München. Von 1975 war er bis zu seiner Emeritierung im Jahre 1998 Inhaber eines der beiden Strafrechtslehrstühle an der Friedrich-Alexander-Universität Erlangen (FAU).
Daneben war er von 1977 bis 1991 Vorsitzender Richter am Landgericht Nürnberg-Fürth und am Landgericht München I, seit 1992 Richter am Bayerischen Obersten Landesgericht.
1981 wurde er zum Ehrenmitglied der Juristischen Fakultät der Katholischen Universität in Santiago de Chile ernannt.
Gössel verfasste Lehrbücher zum Allgemeinen und Besonderen Teil des Strafrechts. Außerdem gehörte er zu den Kommentatoren des Großkommentars „Löwe/Rosenberg“ zur Strafprozessordnung.

## Schriften (Auswahl)
- Wertungsprobleme des Begriffs der finalen Handlung unter besonderer Berücksichtigung der Struktur des menschlichen Verhaltens. Berlin 1966, OCLC 10311256.
- Empfehlen sich Änderungen des Strafverfahrensrechts mit dem Ziel, ohne Preisgabe rechtsstaatlicher Grundsätze den Strafprozess, insbesondere die Hauptverhandlung zu beschleunigen?. München 1994, ISBN 3-406-38413-7.
- Ermittlung oder Herstellung von Wahrheit im Strafprozeß? Vortrag gehalten vor der Juristischen Gesellschaft zu Berlin am 2. Juni 1999. Berlin 2000, ISBN 3-11-016854-5.
- Das neue Sexualstrafrecht. Eine systematische Darstellung für die Praxis. Berlin 2005, ISBN 3-89949-223-4.